# Vivianne E. Rosqvist
Vivianne E. Rosqvist, med signaturen Vivia, född 1955 i Fagersta, är en svensk målare och skulptör verksam i Göteborg.

## Biografi
Vivianne E Rosqvist växte upp i Västerås och är dotter till Karin och Lennart Elveström. Som 20-åring flyttade hon till Göteborg för arbete och studier. Hon arbetar dels i egen ateljé i Angered och dels i Konstnärernas Kollektivverkstad i Sockerbruket i Göteborg. Sedan många år arbetar hon heltid med konsten, men har tidigare parallellt med sitt konstnärskap arbetat i olika befattningar i Göteborgs Stad. Vivianne E Rosqvist är gift och har fyra vuxna barn.

## Konstnärlig produktion
Vivianne E Rosqvist är multidisciplinär. Hon är i första hand bildkonstnär och målar på dukar, glas, järnplåt, kakel, papper och väggar. Hon skapar också skulpturer i glas eller stengods eller i olika blandtekniker. Hennes verk fokuserar ofta relationer och har ibland en politisk underton.
Vivianne E Rosqvist har utfört flera offentliga verk och har i några projekt samarbetat med andra konstnärer. 

## Utmärkelser
- Angereds kulturpris, Göteborg, 2014
- Special Award Atelier Z, Paris 2009 och 2013.
- First Price Malta Art Biennale, 2009[2] och 2013.

## Utställningar i urval
Vivianne E Rosqvist har haft ett flertal separat- och samlingsutställningar i Sverige och utomlands.

### I Sverige

#### Gallerier, kulturhus och konsthallar
- Liljevalchs Konsthall, Stockholm, vårsalongen, 2024.[3]

- Galleri Backlund, Göteborg, 2014, 2015, 2016, 2019, 2020, 2023.[4]

- Konstgalleriet i Åhus, 2008-2023.[5]
- Galleri Ekström, Västerås, 2018, 2023.
- Galleri Lagårn i Ullsta, Stjärnhov, 2023.[6]
- Jäger&Jansson Galleri, Lund, 2018, 2022.[7][8]
- Skimmer, Vrångsholmen, 2016, 2017, 2019, 2022.[9]
- Gamla Rådhuset, Södertjälje, 2022.[10]
- Konsthallen Stenhuset, Surahammar, 2017, 2022
- GIBCA Extended, Kulturhuset Blå Stället, Angered, 2019.
- Galleri Sjöhästen, Nyköping, 2014, 2016,2017, 2020.[11]
- Kulturhuset Blå Stället, Angered, 2014..
- Marsvinsholms Slott, 2017, 2018.
- Affordable Art Fair, Stockholm, 2015, 2016, 2018.
- Spannstallet, Kronovalls Slott, 2016, 2017, 2018.,
- Kulturhuset Bildkällan, Falköping, 2015, 2021.
- Slottet, Partille, 2014, 2018.
- Galleri Roddarhuset, Vaxholm, 2011, 2014[12], 2016, 2019, 2023.
- Galleri Vita Rum, Vadstena, 2013.
- Trädgårdsföreningen i Göteborg, HBTQ-festivalens konstsalong, 2012.
- Galleri Skåda, Luleå, 2011.
- Galleri Dag Andersson, Norrköping, 2011.
- Kulturhuset Kåken, Göteborg, 2010.

#### Skulpturparker
- Ekuddsparken Vaxholm, 2012, 2013, 2014, 2016, 2019.
- Kronovalls Slott, 2015-2019.
- KKV Stengården, Gerlesborg, Bohuslän, 2016, 2017.

### Internationellt
- Espace Rex i La Baule och i Le Pouliguen, Bretagne, Frankrike. Exposition FICH, 2022.

- Galleri HeArt, Hengelo, Holland, 2018.

- Kunstverein i Ibbenbüren, Tyskland, 2018.

- Merlino Bottega di Arti, Florens, 2014.
- Villa Pisani, Museo Nazionale, Venedig, 2013.
- Borgmästarhuset, 6:e arr, Paris, 2012.
- Malta Art Biennale, 2019, 2011, 2013.
- Slottet Plassenburg, Tyskland, 2012.
- Galleri Last Touch, Mosta, Malta, 2009.
- Atelier Z, Paris, 2019, 2013.
- Galleri Margutta 51, Rom, 2012.
- Hall Soufflot, Carousell de Louvre, Paris, 2009.
- Ateljer & Galerie Pilote 8, Bryssel, Belgien, 2009.
- Galleri Corbyn, Knocke, Belgien, 2009.

## Offentliga verk i urval
- Maria i vår tid, St Maria kyrka i Åhus, 2012[13][14]
- Träd och Varelser. Tio muralmålningar i två höghus i Partille, 2018.
- Utsmyckning av kommunhusets entré, Bromölla 2014.[15]
- Humlebörden och Humlehängena. Utsmyckning av fasad och bibliotek, Näsum, Bromölla, 2016.[16]
- Från Böe till Grynna, båt i granit, brons och glas, Vaxholm, 2010. Tillsammans med Astrid Gillenius.[17]
- Bratsen kommer. Vårdcentral, Göteborg. 2009.